# Япиги

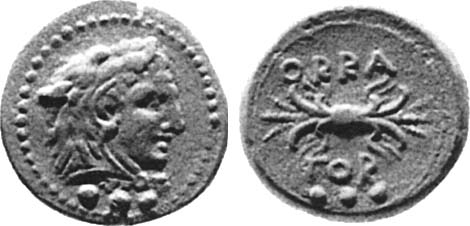
Монета с изображением Геракла из Ории, древнейшего города япигов

Япи́ги (лат. Iapyges, Iapygii, греч. Ιάπυγες) — народ индоевропейского происхождения, обитавший в древней Италии (современная область Апулия) и позднее ассимилированный римлянами.
Считается, что япиги происходили из иллирийцев. Кроме того, Геродот высказывал мнение, что в формировании этноса япигов приняли участие и выходцы с минойского Крита. Это в целом согласуется с одним из направлений средиземноморских миграций в конце Бронзового века, в том числе обусловленных очередным проникновением из Подунавья в Элладу, на острова Эгейского моря и Малую Азию индоевропейских племён, что приводило к связанным миграциям части автохтонного населения региона.
Япиги говорили на мессапском языке. Мессапы были самым южным из япигских племён. К япигам также относились певкеты и возможно, давны. По другой версии, давны хотя и состояли в языковом родстве с мессапской группой иллирийских народов, но переселились с Балкан на Апеннинский полуостров позднее.
Древнегреческие авторы выводили название япигов от имени Япига, мифического сына Дедала. Римские авторы называли их апулийцами (Apuli), салентинами (Salentini) и калабрами (Calabri). Япиги были родственны энотрам.